# HV Berdos
Berdos is een Nederlandse handbalvereniging uit het Noord-Hollandse Bergen. Berdos staat voor Bergense Doel Schutters, net als de toenmalige voetbalvereniging Berdos en werd op 1 juli 1967 opgericht. Het eerste herenteam komt uit in de eerste divisie. Dat doet Berdos samen met Vrone.

## Resultaten
Heren
- 2017 1e
Hoofdklasse D
- 2018 2e
Tweede divisie A
- 2019 8e
Eerste divisie
- 2020 3e
Eerste divisie
- 2021
Eerste divisie
- 2022 1e
Eerste divisie
- 2023 10e
Eredivisie
- 2024 13e
Eredivisie

- Eredivisie
- Eerste divisie
- Tweede divisie
- Hoofdklasse

Vanaf 2019 samenwerking met Vrone.

## Erelijst
| Nationaal   |    |         |
| Hoofdklasse | 1x | 2016/17 |